# Awá (Kwaiker)
Die Awá, Kwaiker oder Cuaiquer sind ein indigenes Volk, das in den sehr feuchten Wäldern im Tiefland westlich der Anden auf beiden Seiten der Grenze zwischen Kolumbien und Ecuador lebt. Ihr Siedlungsgebiet erstreckt sich vom Río Telembí in Nariño bis Carchi und Esmeraldas.

## Awá in Kolumbien
Im Südwesten Kolumbiens leben ungefähr 30.000 Awá in einem Gebiet von ungefähr 450.000 ha. Die Awá Kolumbiens sind organisiert in der Cabildo Mayor Awá del Ricaurte (CAMAWARI) und der Unidad Indígena del Pueblo Awá (UNIPA). Beide Organisationen unterhalten ständige Beziehungen zur ecuadorianischen Federación de Centros Awá del Ecuador (FCAE) und organisieren regelmäßig gemeinsame Treffen und Aktivitäten. Das Hauptproblem, mit dem sich die Awá in Kolumbien konfrontiert sehen, sind die verschiedenen bewaffneten Gruppen, die in ihr Gebiet eindringen, sie töten und vertreiben. Als Grund nannte der Sekretär der Organización General Indígena de Colombia (ONIC), Luis Fernando Arias, die Tatsache, dass sich wichtige Ressourcen und Bodenschätze auf den Territorien der Indigenen befinden. In den ersten acht Monaten des Jahres 2009 seien bereits 38 Awá ermordet worden.

## Awá in Ecuador

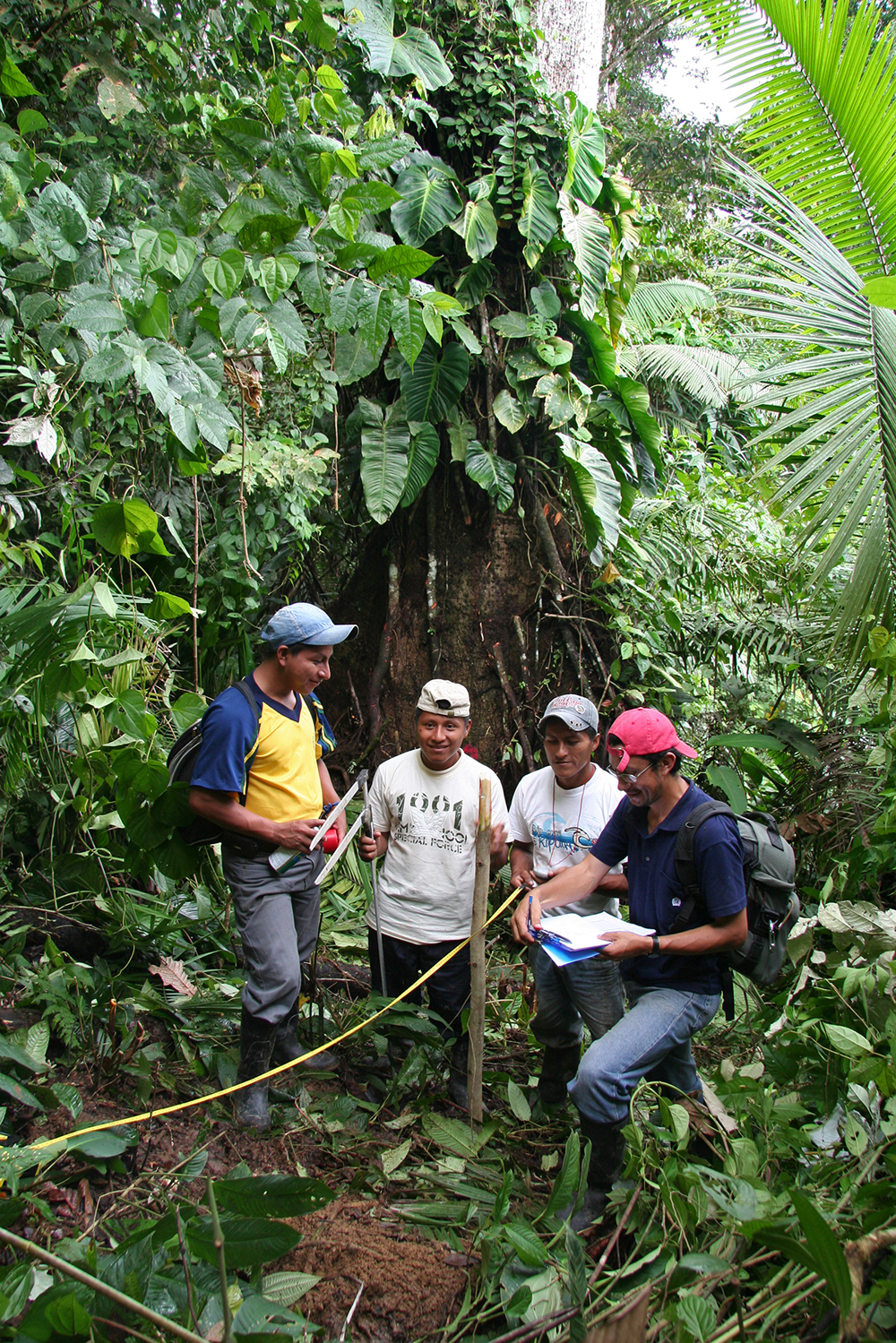
Awá bei der Landvermessung

Die etwa 3.500 indigenen Awá in Ecuador leben in 22 Dörfern, die sich in der Federación de Centros Awá del Ecuador (FCAE) zusammengeschlossen haben.
Die Awá leben in extremer Armut und in permanenter Bedrohung an der Pazifikküste im Grenzgebiet zu Kolumbien. Trotz der legalen Anerkennung des Awá-Territoriums versuchen Holz-, Palmöl- und Bergbaufirmen sowie Siedler und Landspekulanten sich des Landes und seiner natürlichen Ressourcen zu bemächtigen. Aufgrund der großen Macht der Holzfällerfirmen über das Rechtssystem gingen in der Mehrzahl der Fälle rechtliche Auseinandersetzungen zu Ungunsten der Awá aus.
Ihre Sprache trägt die Bezeichnung Awapit (auch Kwaiker bzw. Cuaiquer) und wird neben dem Tsafiki der Tsáchila, dem Cha'pallachi der Chachi und dem Guambiano der Misak in die Familie der Barbacoa-Sprachen eingeordnet.

## Awá-Territorium in Ecuador
Die FCAE ist eine staatlich anerkannte indigene Sozialorganisation mit Sitz in Ibarra, Provinz Imbabura und verfügt über kommunale Landtitel für das etwa 120.000 Hektar große Regenwaldterritorium.
Das Awá-Territorium ist das letzte große zusammenhängende Tieflandregenwaldgebiet der ecuadorianischen Küste und ein weltweiter Hotspot an Biodiversität und endemischen Tier- und Pflanzenarten. Der Schutz des Awá -Territoriums ist deshalb von internationaler Bedeutung. Die FCAE begegnet dem Druck der externen Akteure mit Alternativprogrammen, zu denen u. a. ein eigenes Schul- und Gesundheitssystem, die nachhaltige legale kommunale Waldbewirtschaftung, Aktivitäten in Landwirtschaft und Kunsthandwerk, die Arbeit mit Frauengruppen und die Organisationsstärkung gehören.